# Понте Родони (Ферара)
Понте Родони је насеље у Италији у округу Ферара, региону Емилија-Ромања.
Према процени из 2011. у насељу је живело 372 становника. Насеље се налази на надморској висини од 10 м.